# Улица Гая (Самара)
Улица Гая — улица в Октябрьском районе Самары. Своё начало берёт от улицы Луначарского, пересекая проспект Масленникова и улицы Николая Панова, Ерошевского, Революционную, Калужскую, Лукачёва и упирается в улицу Врубеля и Ботанический сад. Имеет относительную протяжённость 1,7 км.

## История улицы
Ориентировочная дата появления на карте Самары конец 1940-х годов. В прошлом имела название — Ботаническая. Переименована 29 июля 1967 года в честь советского полководца Гая Дмитриевича Гая.
В 1910 году часть улицы принадлежала территории Артиллерийского городка (учреждений военно-артиллерийского ведомства). С 1919 года стал именоваться Линдовым городком, в честь убитого большевика Гавриила Линдова.
Также в честь руководимой Гаем 24-й стрелковой дивизии, названа ещё одна улица в Самаре — улица Железной дивизии.
В 1941 году Линдов городок стал местом для эвакуации московского ГПЗ-1, получившего название ГПЗ-4.

## Здания и сооружения
Застройка улицы Гая представлена двумя основными периодами: кирпичные дома 1960-х годов и высотные монолитные здания 2019—2022 годов постройки, которые пришли на смену устаревшим двухэтажным зданиям начала XX века. Многие жилые дома в советское время были построены промышленными предприятиями, заводами, для своих сотрудников. Некоторые здания, раньше имевшие адрес по ул. Гая, теперь причислены к улице Лукачёва.
- № 9 — военкомат Октябрьского района Самары
- № 9А — Полк патрульно-постовой службы полиции. До 1995 года в здании размещался отдел кадров областного управления по делам строительства и архитектуры.
- № 32А — Детский сад № 291 «Радуга»
- № 38А — студенческое общежитие Самарского университета им. Королёва
- № 43, 45 — Самарский национальный исследовательский университет им. академика С. П. Королёва

## Транспорт
Общественный транспорт по улице Гая не ходит. Ближайшая остановка автобусов и троллейбусов — пересечение улиц Мичурина и проспекта Масленникова:
- Автобусы: 22, 23, 47
- Троллейбусы: 4, 15, 19
- Маршрутное такси: 4, 347
- Трамваи: 2, 4, 13, 23 ходят по улице Врубеля: остановка «Улица Гая» (около Ботанического сада).